# Маклярський Михайло Борисович
Маклярський Михайло (Ісидор) Борисович (1909—1978) — радянський російський кінодраматург. Лауреат двох Сталінських премій (1948, 1951). Заслужений працівник культури РРФСР (1970).
Народився 16 листопада 1909 р. у м. Одесі в родині кравця. Вчився на заочному відділенні юридичного факультету Середньо-Азіатського державного університету.
Учасник радянсько-німецької війни. До 1947 р. служив у лавах Радянської Армії.
Закінчив вищі літературні курси при Інституті літератури ім. М. Горького (1956).
У 1960—1972 рр. — директор Вищих сценарних курсів при Комітеті з кінематографії СРСР.
Автор сценаріїв українських кінокартин:
- «Подвиг розвідника» (1947, у співавт.);
- «Де 042?» (1969, у співавт. з А. Галієвим; реж. О. Ленціус);
- «Інспектор карного розшуку» (1971; у співавт. з К. Рапопортом; реж. С. Цибульник);
- «Будні карного розшуку» (1973; реж. С. Цибульник).

Був членом Спілок письменників і кінематографістів Росії.
Помер 2 червня 1978 р. в Москві.

## Нагороди
- Ордени Вітчизняної війни І і II ст.
- два ордени Червоної Зірки
- медалямі